# 水曜日のカンパネラ
水曜日のカンパネラ（すいようびのカンパネラ）は、日本の音楽ユニット。2012年結成、YouTubeでデビューした。略称は「水カン」。2021年9月に初代ボーカルのコムアイが脱退し、2代目ボーカルの詩羽が加入した。

## 経歴

### コムアイ時代
知り合いの映像作家のホームパーティーに来ていたコムアイを、Dir.Fが「歌わないか」と誘ったことをきっかけに結成した。
2012年に、YouTubeで作品の発表を始める。
2013年3月にDir.Fから誘われてライヴ活動を始め、5月に『クロールと逆上がり』、10月に『羅生門』を、それぞれ発表した。
2014年3月に『シネマジャック』、11月に『私を鬼ヶ島に連れてって』を、それぞれ発表した。
2015年4月に、OBKRとオオルタイチのプロデュースで制作したEP『トライアスロン』を発表し、5月にネットオークション『ヤフオク!』のテレビコマーシャルに出演した。
2015年10月に、日清食品のカレーメシとタイアップした「ラー」のミュージック・ビデオを発売した。
2015年11月に『ジパング』を発売し、JR東日本とヤフージャパンの共同サービス『たびぴた』のポスター広告に出演した。JR渋谷駅山手線外回りホーム上の大型看板に「落書きしたい……」とコムアイがTwitterで投稿したことを端緒に、本人がステンシル・アートを施した。
2016年2月28日に、「SPACE SHOWER MUSIC AWARDS」で、「ラー」が「BEST ART DIRECTION VIDEO（最も優れたアートワークのミュージックビデオに授与される賞）」を受賞した。
2016年5月9日に、ヒカシューから要請されて「ヒカシュー」の曲名を「名無しの権兵衛」に変更したと発表した。ケンモチヒデフミは自身のTwitterで、曲名の「ヒカシュー」はゲームソフト『伝説のオウガバトル』に登場するヒカシュー大将軍に由来するが、バンドのヒカシューも知っていたとして、ヒカシューの関係者ならびにファンに謝罪した。
2016年6月に、ワーナーミュージック・ジャパン・アトランティック・レコードからEP「UMA」を発売してメジャーデビューした。
2018年6月公開の『猫は抱くもの』で初めて映画の劇伴を手掛けた。
2021年9月6日、コムアイが脱退し、詩羽が2代目主演・歌唱担当として加入する。

### 詩羽時代
2021年10月27日、新メンバーである詩羽が加入後の初のミュージック・ビデオ「アリス / バッキンガム」の配信を開始した。
2022年、2月にリリースされた楽曲「エジソン」がTikTokで人気となり、11月には楽曲を使用した動画の総再生数が27億回を超えた。2023年4月にはBillboard JAPANのストリーミング・ソング・チャートでの累計再生回数が1億回を突破した。
2023年2月15日、1月25日に配信リリースされた「赤ずきん」のミュージックビデオを公開、また全国ワンマンツアー【水曜日のカンパネラ ワンマンライブツアー2023～RABBIT STAR ★ TOUR～】の開催が発表された。
2024年2月7日、フジテレビ水10ドラマ『婚活1000本ノック』の主題歌として書き下ろした「幽霊と作家」を配信リリース。同日に公式YouTubeチャンネルにてリリック・ビデオを公開。3月13日にはAmazonオリジナルドラマ『僕の愛しい妖怪ガールフレンド』の主題歌「たまものまえ」を配信リリースし、映像作家の田向潤が監督を務めたミュージック・ビデオをYouTubeチャンネルで公開。また6月5日には3rd EP『POP DELIVERY』を発売。7月10日にはNasty Men$ahが監督を務めたEP収録曲「キャロライナ」のミュージック・ビデオを公式YouTubeチャンネルで公開し、17日には同じく3rd EP『POP DELIVERY』収録曲でテレビアニメ『ラーメン赤猫』主題歌「赤猫」をEPからのシングルカットとして配信リリースした。
同年8月30日には、ロッテ『ガーナチョコレート』のCMソングとしてケンモチヒデフミが書き下ろした「シャルロッテ」を配信リリース。また9月24日から29日まで、映像作品『日本武道館単独公演～METEOR SHOWER～』の発売を記念したポップアップを東京・原宿 ハラカド内にあるBABY THE COFFEE BREW CLUBにて開催。翌25日には詩羽加入後初となる映像作品『日本武道館単独公演～METEOR SHOWER～』を発売。
同年11月13日には、映画『ふしぎ駄菓子屋 銭天堂』の主題歌である「願いはぎょうさん」を配信リリース。詩羽加入後に映画主題歌を手掛けるのはこれが初となる。
2025年6月8日には、初のヨーロッパ公演を含むアジア・ヨーロッパツアー『水曜日のカンパネラ ASIA-EUROPE TOUR 2025 「SUMMER TIME GHOST」』を韓国・ソウルより開始。

## メンバー
詩羽（うたは） - 主演・歌唱
2001年8月9日生まれ。コムアイの脱退に伴い、2代目主演・歌唱担当に就任。アメイジング ミスiD2021受賞。
ケンモチヒデフミ - 作曲・編曲
1981年8月2日生まれ。本名は釼持 英郁（けんもち ひでふみ）。ほとんどの曲を手掛けるトラックメイカー。
元Hydeout Productions。結成以降長らく大阪で活動し、他メンバーとはSkypeでやりとりを行っていたが、2015年10月より神奈川県在住。
Dir.F（ディレクター・エフ） - 上記以外、すべて
1982年生まれ。本名は福永 泰朋（ふくなが やすとも）。つばさレコードの中の人。
一般的な音楽ユニットで言うところのマネージャー兼ディレクターにあたり、コムアイとケンモチを引き合わせた。

### 旧メンバー
コムアイ - 主演・歌唱
1992年7月22日生まれ。神奈川県出身。慶應義塾大学卒業。本名は輿 美咲（こし みさき）。初代主演・歌唱担当。

## グループ名
「水曜日のカンパネラ」の語源は、水曜日に打ち合せが多かったから、漢字・ひらがな・カタカナ混じりにしたかったからなど、その他もろもろ。当初グループを予定して名付けられていたが、ライブなどではコムアイのみが表舞台に立つ。最初は女性3人のメンバーだった。
インディーズ時代のMVにおける英語表記は「Suiyōbi no Campanella」を用いていた。2015年の台湾・高雄公演では「星期三的康帕内拉」、2016年のテキサスでのSXSWでは「Wednesday Campanella」のアーティスト表記で出演しており、MVなどにおける英語表記もこれに準じている。

## ディスコグラフィ

### インディーズ

#### デモ版
1. 水曜日のカンパネラdemo（2012年11月10日〜2013年5月5日）
  1. オズ
  2. 空海
  3. マチルダ
  4. ブルータス
  5. チーター
  6. ジェンガ
2. 水曜日のカンパネラdemo2（2013年5月18日〜2013年7月16日）
  1. モノポリー
  2. 素子
  3. 月詠
3. 水曜日のカンパネラdemo3（2013年8月14日）
  1. マリー・アントワネット
  2. シャア
4. 水曜日のカンパネラdemo4（2014年2月12日）
  1. ミツコ（セーラー服ver.)
  2. 二階堂マリ
5. 水曜日のカンパネラdemo5（2014年9月3日）
  1. 桃太郎
  2. 千利休
6. 水曜日のカンパネラdemo6（2015年4月15日）
  1. シャクシャイン
7. 水曜日のカンパネラdemo7（2015年9月9日）
  1. ツイッギー

### メジャー

#### 配信シングル
|                      | 配信日         | タイトル                           | 規格                   | 規格品番      | 収録曲                                    | 備考                                                                                                  |
| -------------------- | -------------- | ---------------------------------- | ---------------------- | ------------- | ----------------------------------------- | --- |
| 1st                  | 2016年11月1日  | SUPERKID                           | デジタル・ダウンロード | WPDH-10409    | 1. アラジン 2. カメハメハ大王 3. 松尾芭蕉 | |
| 2nd                  | 2017年5月26日  | メロス                             | デジタル・ダウンロード | 190295805142  |                                           | EP「ガラパゴス」収録曲。                                                                              |
| 3rd                  | 2017年6月30日  | 嬴政                               | デジタル・ダウンロード | 190295784546  |                                           | |
| 4th                  | 2017年7月28日  | ピカソ                             | デジタル・ダウンロード | 190295764043  |                                           | EP「ガラパゴス」収録曲。                                                                              |
| 5th                  | 2017年11月29日 | ガラ                               | デジタル・ダウンロード | 190295713713  |                                           | |
| 6th                  | 2018年11月2日  | 生きろ。                           | デジタル・ダウンロード | 190295525262  |                                           | yahyelとのコラボ曲。                                                                                  |
| 7th                  | 2021年10月27日 | アリス / バッキンガム              | デジタル・ダウンロード | 190296408717  | 1. アリス 2. バッキンガム                 | EP「ネオン」収録曲。                                                                                  |
| 8th                  | 2022年2月25日  | 招き猫 / エジソン                  | デジタル・ダウンロード | 190296248993  | 1. 招き猫 2. エジソン                     | EP「ネオン」収録曲。                                                                                  |
| 9th                  | 2022年10月19日 | ティンカーベル / 鍋奉行            | デジタル・ダウンロード | 5054197367427 | 1. ティンカーベル 2. 鍋奉行               | EP「RABBIT STAR★」収録曲。                                                                            |
| 10th                 | 2023年1月25日  | 赤ずきん                           | デジタル・ダウンロード | 5054197496776 |                                           | EP「RABBIT STAR★」収録曲。                                                                            |
| 11th                 | 2023年7月5日   | マーメイド                         | デジタル・ダウンロード | 5054197708718 |                                           | EP「POP DELIVERY」収録曲。                                                                            |
| 12th                 | 2023年10月18日 | 聖徳太子                           | デジタル・ダウンロード | 5054197807534 |                                           | EP「POP DELIVERY」収録曲。                                                                            |
| 13th                 | 2024年2月7日   | 幽霊と作家                         | デジタル・ダウンロード | 5054197963698 |                                           | EP「POP DELIVERY」収録曲。                                                                            |
| 14th                 | 2024年3月13日  | たまものまえ                       | デジタル・ダウンロード | 5054197996894 |                                           | EP「POP DELIVERY」収録曲。                                                                            |
| 先行                 | 2024年4月17日  | 四天王                             | デジタル・ダウンロード | 5021732278210 |                                           | EP「POP DELIVERY」より先行配信。                                                                      |
| 先行                 | 2024年5月15日  | アルキメデス                       | デジタル・ダウンロード | 5021732345592 |                                           | EP「POP DELIVERY」より先行配信。                                                                      |
| 15th                 | 2024年7月17日  | 赤猫                               | デジタル・ダウンロード | 5021732435866 | 1. 赤猫 2. 赤猫 (Instrumental)            | EP「POP DELIVERY」よりシングルカット。                                                                |
| 16th                 | 2024年8月30日  | シャルロッテ                       | デジタル・ダウンロード | 5021732462893 |                                           | |
| 17th                 | 2024年11月13日 | 願いはぎょうさん                   | デジタル・ダウンロード | 5021732524577 |                                           | |
| 18th                 | 2024年12月9日  | 動く点P                            | デジタル・ダウンロード | 5021732555458 |                                           | 【推しの子】ドラマ第7話 Title Back 「動く点P」水曜日のカンパネラ(Atlantic Japan / Warner Music Japan) |
| 19th                 | 2025年4月4日   | サマータイムゴースト               | デジタル・ダウンロード | 5021732746672 |                                           | |
| 20th                 | 2025年5月30日  | シャトーブリアン                   | デジタル・ダウンロード | 5021732808806 |                                           | |
| 21st                 | 2025年7月2日   | 怪獣島                             | デジタル・ダウンロード | 5021732850195 |                                           | |
| THE FIRST TAKE MUSIC |                |                                    |                        |               |                                           | |
| -                    | 2022年12月9日  | エジソン - From THE FIRST TAKE     | デジタル・ダウンロード |               |                                           | |
| -                    | 2022年12月23日 | バッキンガム - From THE FIRST TAKE | デジタル・ダウンロード |               |                                           | |

#### 映像作品
|     | 発売日        | タイトル                                      | 規格品番                   | 収録曲 | 備考                         |
| --- | ------------- | --------------------------------------------- | -------------------------- | --- | ---------------------------- |
| 1st | 2017年7月26日 | 水曜日のカンパネラ 日本武道館公演〜八角宇宙〜 | WPXL-90157（BD）           | 1. 猪八戒 2. シャクシャイン 3. ディアブロ 4. 雪男イエティ 5. アラジン 6. 桃太郎 7. アマノウズメ 8. ライト兄弟 9. ツイッギー 10. ウランちゃん 11. バク 12. ユタ 13. ネロ 14. ユニコ 15. カメハメハ大王 16. ツチノコ 17. マッチ売りの少女 18. ナポレオン 19. ミツコ 20. 坂本龍馬 21. 世阿弥 22. ラー 23. 一休さん 24. ドラキュラ | オリコン最高37位 登場回数2回 |
| 2nd | 2024年9月25日 | 日本武道館単独公演～METEOR SHOWER～           | WPZL-90292/90294（BD+2CD） | BD 1. アリス 2. バッキンガム 3. シャクシャイン 4. ラー 5. アラジン 6. ディアブロ 7. シャドウ 8. 聖徳太子 9. 赤ずきん 10. キャロライナ 11. 織姫 12. 卑弥呼 13. たまものまえ 14. かぐや姫 15. モヤイ 16. ティンカーベル 17. 桃太郎 18. 一休さん 19. ツイッギー 20. 金剛力士像 21. 一寸法師 22. マーメイド 23. 七福神 24. エジソン 25. 招き猫 CD1 1. アリス 2. バッキンガム 3. シャクシャイン 4. ラー 5. アラジン 6. ディアブロ 7. シャドウ 8. 聖徳太子 9. 赤ずきん 10. キャロライナ 11. 織姫 12. 卑弥呼 13. たまものまえ CD2 1. かぐや姫 2. モヤイ 3. ティンカーベル 4. 桃太郎 5. 一休さん 6. ツイッギー 7. 金剛力士像 8. 一寸法師 9. マーメイド 10. 七福神 11. エジソン 12. 招き猫 |                              |

### 参加作品
| 発売日         | タイトル                                                                     | 規格品番   | 収録曲 | 備考                          |
| -------------- | ---------------------------------------------------------------------------- | ---------- | --- | ----------------------------- |
| 2013年9月18日  | Monchhichi Birthday Party （モンチッチ40周年企画コンピレーション・アルバム） | THPK-006   | 1. モンプチ・モンチッチ(モンチッチオリジナル楽曲) 2. 歴史 de DANCE / 杏窪彌 3. いつものファンタジア / Her Ghost Friend 4. 成仏させてよ / フレネシ 5. Marmalade Boogie / Avec Avec 6. Up For A Bit With TGC / LOVE AND HATES 7. Sixpence Might Change Your Whole World / Lily Glass Group 8. Coastlands / Old Lacy Bed 9. マルコ・ポーロ / 水曜日のカンパネラ 10. nachan / カメラ=万年筆 11. 75002 / 世武裕子 12. No.1 feat.G.RINA / tofubeats | レーベル： The Peak           |
| 2016年11月30日 | SUPERFINE (「冨田ラボ」名義)                                                 | VICL-64627 | 1. SUPERFINE OPENING(instrumental) 2. Radio 体操ガール feat.YONCE 3. 冨田魚店 feat.コムアイ（作詞:ケンモチヒデフミ） 4. 荒川小景 feat. 坂本真綾 5. ふたりは空気の底に feat. 髙城晶平 6. Bite My Nails feat.藤原さくら 7. 鼓動 feat.城戸あき子 8. 雪の街 feat.安部勇磨 9. 笑ってリグレット feat.AKIO 10. SUPERFINE ENDING(instrumental) | レーベル： SPEEDSTAR RECORDS  |
| 2017年3月8日   | 加山雄三の新世界 （加山雄三生誕80周年記念リミックス・アルバム）              | MUCD-1380  | 1. お嫁においで2015 feat. PUNPEE 2. 蒼い星くず feat. ももいろクローバーZ×サイプレス上野とロベルト吉野×Dorian 3. 夜空の星 feat. KAKATO×川辺ヒロシ 4. ブラック・サンド・ビーチ ～エレキだんじり～ feat. スチャダラパー 5. 旅人よ feat. RHYMESTER 6. 夕陽は赤く（Yah-man Version）feat. RITTO×ALTZ 7. 海 その愛 feat. 水曜日のカンパネラ 8. 君といつまでも(Together forever Mix) feat. ECD×DJ Mitsu the Beats                                    | レーベル： ドリーミュージック |

## ミュージックビデオ
| 監督                                 | 曲名 |
| 雨宮透貴                             | 「ミツコ」 |
| オタミラムズ（白玖欣宏＋平岡佐知子） | 「桃太郎」 |
| 北田一真                             | 「チュパカブラ」 |
| 児玉裕一                             | 「ラー」「一休さん」 |
| 小沼朋治                             | 「チャイコフスキー Interlude-ラモス-」 |
| kobayashi kaworu、Dir.F              | 「モノポリー」 |
| 関和亮                               | 「マッチ売りの少女」 |
| TAKCOM                               | 「ガラ」 |
| 武田悠弓馬                           | 「願いはぎょうさん 」 |
| 田向潤                               | 「たまものまえ」 |
| 中澤太                               | 「小野妹子」 |
| Nasty Men$ah                         | 「キャロライナ」 |
| 藤代雄一朗                           | 「インカ」「カンフー・レディー」「マリー・アントワネット」「モスラ」「千利休」「竹久夢二」「シャクシャイン」「西太夫」「アリス」                              |
| 山田健人                             | 「かぐや姫」「マトリョーシカ」 |
| 山田智和                             | 「ナポレオン」「メデューサ」「ツチノコ」「アラジン」「ユニコ」「メロス」                                                                                      |
| 山田広野                             | 「ドラキュラ」 |
| 渡邉直                               | 「ジャンヌダルク」「ディアブロ」「ユタ」「カメハメハ大王」「エジソン」「赤ずきん」「聖徳太子 」「シャルロッテ 」「サマータイムゴースト」「シャトーブリアン 」 |
| Mai (WARS iN CLOSET)                 | 「バッキンガム」 「織姫」 |
| 髙木美杜                             | 「招き猫」 |
| 間宮光駿                             | 「卑弥呼」「ティンカーベル」 |
| ZUMI                                 | 「マーメイド」 |
| 不明                                 | 「お七」「月詠」「ゴッホ」「ブルータス」「名無しの権兵衛」「素子」「パフ」「オズ」「マチルダ」「空海」                                                        |

## タイアップ
| 使用年 | 曲名                   | タイアップ先                                                                                    |
| ------ | ---------------------- | ----------------------------------------------------------------------------------------------- |
| 2015年 | ツイッギー             | Yahoo! JAPAN「ヤフオク!」CMソング                                                               |
| 2015年 | メデューサ             | 「シブカル祭。2015」公式テーマソング                                                            |
| 2015年 | ラー                   | 日清食品「カレーメシ」MVコラボレーションソング                                                  |
| 2016年 | 西玉夫                 | 体験型庭園「FLOWERS BY NAKED」テーマソング                                                      |
| 2016年 | チュパカブラ           | Red Bull「Red Bull THE SPRING EDITION サクラフレーバー」コラボレーションソング                  |
| 2016年 | 雪男イエティ           | メガネブランド「Zoff」サングラスキャンペーン「A LONG SUNGLASSES V･A･C･A･T･I･O･N」第2弾CMソング  |
| 2016年 | 松尾芭蕉               | トヨタ自動車「プリウス」「TRY!PRIUS」キャンペーンソング                                         |
| 2017年 | 嬴政                   | SCRAP リアル脱出ゲーム『ある大戦場からの脱出』主題歌                                            |
| 2017年 | ピカソ                 | NHK BSプレミアム/NHK WORLD『J-MELO』エンディングテーマ                                          |
| 2017年 | メロス                 | JRA「第84回日本ダービー（GI）」タイアップ曲                                                     |
| 2017年 | 江戸っ子どこどこ       | NHK Eテレ『にほんごであそぼ』タイアップ楽曲                                                     |
| 2017年 | ガラ                   | サントリー「フレシネ」CMソング                                                                  |
| 2018年 | 見ざる聞かざる言わざる | Beats by Dr. Dre「BeatsX イヤフォン」新キャンペーン「新生活 NEW LIFE 2018」CMソング             |
| 2018年 | キイロのうた           | 映画『猫は抱くもの』劇中歌                                                                      |
| 2018年 | マヨイガのうた         | 映画『猫は抱くもの』劇中歌                                                                      |
| 2020年 | 忘れたフリをして       | 船場センタービル開業50周年記念短編アニメーション映画『忘れたフリをして』主題歌                  |
| 2021年 | Player1                | ライアットゲームズ「VALORANT」コミュニティソング                                                |
| 2021年 | モーニンルーティン     | サントリー「天然水スパークリングレモン」WebCMソング                                             |
| 2022年 | 鍋奉行                 | NHK Eテレアニメ『魔入りました!入間くん』第3シリーズエンディングテーマ                           |
| 2022年 | エジソン               | Google アプリ「これ！が見つかる エジソン」篇 CMソング                                           |
| 2022年 | アリス                 | SCRAP 体験する物語project『ALICE IN THE NIGHT MYSTERY CIRCUS』テーマソング                      |
| 2023年 | 赤ずきん               | ABEMA『隣の恋は青く見える4』主題歌                                                              |
| 2023年 | I feel Coke            | 日本コカ・コーラ「コカ・コーラ」/「コカ・コーラ ゼロ」『どっちの美味しさが好き？』編 TVCMソング |
| 2023年 | 七福神                 | ピザハット「Hut Melts」CMソング                                                                 |
| 2023年 | マーメイド             | 日本コカ・コーラ「Coke STUDIO マーメイド」編 CMソング                                           |
| 2023年 | 聖徳太子               | JBL「音楽、最高ッ!」キャンペーンCMソング                                                        |
| 2024年 | 幽霊と作家             | フジテレビ系ドラマ『婚活1000本ノック』主題歌                                                    |
| 2024年 | たまものまえ           | Amazonオリジナルドラマ『僕の愛しい妖怪ガールフレンド』主題歌                                    |
| 2024年 | 赤猫                   | TBS系アニメ『ラーメン赤猫』主題歌                                                               |
| 2024年 | 四天王                 | 東急プラザ原宿「ハラカド」オープニング・ムービー・タイアップ・ソング                            |
| 2024年 | キャロライナ           | 『ZONe ENERGY SUMMER VIBES』コラボ楽曲                                                          |
| 2024年 | シャルロッテ           | ロッテ「ガーナチョコレート」CMソング                                                            |
| 2024年 | 願いはぎょうさん       | 映画『ふしぎ駄菓子屋 銭天堂』主題歌                                                             |
| 2024年 | 動く点P                | Amazon Prime Video配信ドラマ『【推しの子】』第7話主題歌                                         |
| 2025年 | サマータイムゴースト   | テレビ東京系アニメ『九龍ジェネリックロマンス』オープニングテーマ                                |
| 2025年 | 怪獣島                 | テレビアニメ『ちびゴジラの逆襲』主題歌                                                          |
| 2025年 | バタフライ             | ヘアカラー・ブランド『got2b』WEB CM「もっと自由に、なりたい私へ」篇 CMソング                    |

## ヘビーローテーション/パワープレイ

### テレビ
| 放送年 | 曲名 | ヘビーローテーション/パワープレイ          |
| ------ | ---- | ------------------------------------------ |
| 2015年 | ラー | スペースシャワーTV 2015年11月度POWER PUSH! |
| 2015年 | ラー | MUSIC ON! TV 2015年11月度M-ON! Reccomend   |

## 出演
詩羽単独の出演は詩羽参照。

### バラエティ・音楽
- にほんごであそぼ（NHKEテレ）

### ミュージックビデオ
- OKAMOTO'S「Dancing Boy」（2019年）[110]

### ラジオ番組
- SPARK（2016年4月6日 -2019年3月 、J-WAVE）※水曜日ナビゲーター[111]

### CM
- ウポポイ（2020年 - ）[112]
- サントリー 天然水スパークリングレモン「モーニンルーティン」（2021年12月20日 - ） - WEB CM・歌唱 : 詩羽[79]

### 広告
- RED BULL 「Red Bull Energy Drink THE SPRING EDITION サクラフレーバー」
- トヨタ自動車「プリウス」「TRY!PRIUS」キャンペーン（2016年8月）